# Роббі Вентер
Роббі Вентер (англ. Robbie Venter; 7 травня 1960 —  7 серпня 2024) — колишній південноафриканський тенісист.
Найвищу одиночну позицію світового рейтингу — 148 місце досяг 2 січня 1984, парну — 82 місце — 3 січня 1983 року.
Найвищим досягненням на турнірах Великого шолома було 2 коло в парному розряді.

## Фінали Гран-прі за кар'єру

### Парний розряд: 1 (0–1)
| Результат | Ранг | Рік  | Турнір            | Покриття | Партнер          | Суперники                  | Рахунок  |
| --------- | ---- | ---- | ----------------- | -------- | ---------------- | -------------------------- | -------- |
| Поразка   | 1.   | 1982 | Індіанаполіс, США | Ґрунт    | Блейн Вілленборг | Шервуд Стюарт Ферді Тейган | 4–6, 5–7 |

## Титули на челленджерах

### Одиночний розряд: (3)
| Ранг | Рік  | Турнір                           | Покриття | Суперник      | Рахунок       |
| ---- | ---- | -------------------------------- | -------- | ------------- | ------------- |
| 1.   | 1980 | Турин, Італія                    | Ґрунт    | Мігель Мір    | 6–2, 6–1      |
| 2.   | 1983 | Соліхалл, Велика Британія        | Ґрунт    | Бродерік Дайк | 6–4, 3–6, 6–3 |
| 3.   | 1983 | Лі-он-зе-Солент, Велика Британія | Ґрунт    | Джеремі Бейтс | 6–3, 6–1      |

### Парний розряд: (3)
| Ранг | Рік  | Турнір                     | Покриття | Партнер     | Суперники                     | Рахунок       |
| ---- | ---- | -------------------------- | -------- | ----------- | ----------------------------- | ------------- |
| 1.   | 1980 | Руаян, Франція             | Ґрунт    | Дейв Сіглер | Ян Гуннарссон Стефан Свенссон | 6–4, 6–4      |
| 2.   | 1980 | Ле-Туке-Парі-Плаж, Франція | Ґрунт    | Дейв Сіглер | Ганс Сімонссон Тенні Свенссон | 7–6, 4–6, 6–3 |
| 3.   | 1981 | Реус, Іспанія              | Ґрунт    | Еган Адамс  | Джуні Чатмен Брюс Дерлін      | 6–7, 6–4, 6–4 |